# Ed Sol
Johan Wilhelm Eduard "Ed" Sol (Buitenzorg, 10 de junho de 1881 - 21 de outubro de 1965) foi um futebolista neerlandês, medalhista olímpico.
Ed Sol competiu nos Jogos Olímpicos de Verão de 1908 em Londres. Ele ganhou a medalha de bronze.